# Tour des Flandres féminin 2007
La 4e édition du Tour des Flandres féminin a lieu le 8 avril 2007. C'est la deuxième épreuve de la Coupe du monde. L'épreuve est remportée par la Galloise Nicole Cooke.

## Équipes
| Équipes féminines professionnelles (20)- AA Drink-Cycling Team - Bigla - CMAX Dila-Guerciotti-Cogeas - DSB Bank - Flexpoint - Fenixs-HPB - Team Getränke-Hoffmann - Global Racing Team - Lotto-Belisol Ladiesteam - Menikini-Selle Italia-Gysko - Equipe Nürnberger Versicherung - Raleigh Lifeforce Creation HB - Saccarelli EMU Marsciano - Safi-Pasta Zara Manhattan - SC Michela Fanini Record Rox - T-Mobile - Therme Skin Care - Uniqa - Vienne Futuroscope - Vlaanderen-Capri Sonne-T Interim Équipes nationales (8)- Allemagne - Australie - Belgique - États-Unis - Italie - Lituanie - Pays-Bas - Suisse |
| |

## Parcours
La course démarre d'Audenarde. Le mur de Grammont, traditionnel juge de paix de l'épreuve se trouve à seize kilomètres et l'arrivée et la dernière ascension de l'épreuve est le Bosberg situé à douze kilomètres de l'arrivée qui est placée à Meerbeke.
Onze monts sont au programme de cette édition:
| Mont | Nom             | Km | Revêtement | Longueur (m) | Pente moyenne | Pente maxi | Km de l'arrivée |
| ---- | --------------- | -- | ---------- | ------------ | ------------- | ---------- | --------------- |
| 1    | Molenberg       |    | pavés      | 463          | 7,0 %         | 14,2 %     | 79              |
| 2    | Wolvenberg      |    | asphalte   | 666          | 6,8 %         | 17,3 %     | 70              |
| 3    | Edelareberg     |    |            |              |               |            | 61              |
| 4    | Boigneberg      |    |            |              |               |            | 56              |
| 5    | Leberg          |    | asphalte   | 950          | 4,2 %         | 13,8 %     | 47,8            |
| 6    | Berendries      |    | asphalte   | 940          | 7 %           | 12,3 %     | 43,8            |
| 7    | Valkenberg      |    | asphalte   | 540          | 8,1 %         | 12,8 %     | 38,0            |
| 8    | Tenbosse        |    | asphalte   | 450          | 6,9 %         | 8,7 %      | 31,2            |
| 9    | Eikenmolen (nl) |    | asphalte   | 610          | 5,9 %         | 12,5 %     | 25,7            |
| 10   | Mur de Grammont |    | pavés      | 475          | 9,3 %         | 19,8 %     | 15,8            |
| 11   | Bosberg         |    | pavés      | 980          | 5,8 %         | 11 %       | 11,8            |

En sus, cinq secteurs pavés se trouvent sur le parcours :
| Secteur | Nom              | Km | Longueur (m) | Km de l'arrivée |
| ------- | ---------------- | -- | ------------ | --------------- |
| 1       | Lippenhovestraat |    | 1 200        |                 |
| 2       | Paddestraat      |    | 2 400        |                 |
| 3       | Kerkgate         |    | 3 000        |                 |
| 4       | Kattenberg (nl)  |    | 1 200        |                 |
| 5       | Haaghoek (nl)    |    | 2 000        |                 |

## Favorites
Mirjam Melchers-van Poppel, la double vainqueur sortante, blessée, n'est pas départ. Nicole Cooke qui vient de remporter le  GP Costa Etrusca et le Trofeo Alfredo Binda-Comune di Cittiglio est la grande favorite. La formation T-Mobile avec Judith Arndt et Oenone Wood semble avoir les meilleurs arguments pour la contrer. La championne du monde Susanne Ljungskog peut également s'imposer, tout comme  Zoulfia Zabirova ou Marianne Vos.

## Récit de la course
La météo est clémente avec des températures relativement élevées pour la saison et peu de vent. Le début de course est rapide sous l'impulsion de la formation Raleigh-Lifeforce. Le peloton se scinde avant le Wolvenberg. À trente-neuf kilomètres de l'arrivée, dans le Valkenberg, Karin Thürig passe à l'offensive. Elle obtient une avance de cinquante secondes. Dans le mur de Grammont, Nicole Cooke s'extrait et effectue la jonction avec sa coéquipière. Dans le Bosberg, Thürig est distancée. Cooke est cependant reprise par le groupe de chasse sur cette section venteuse. Le groupe contient, en plus de Cooke et Thürig, Zoulfia Zabirova, Susanne Ljungskog, Trixi Worrack et Marianne Vos. Thürig attaque à quatre kilomètres de l'arrivée. Celle-ci reprise, Cooke place un contre puissant. Seule Zoulfia Zabirova parvient à la suivre. Vos part en poursuite, mais ne peut effectuer la jonction. Au sprint, Cooke devance Zabirova.

## Classements

### Classement final
| \| Classement général \| Classement général \| Classement général \| Classement général \| Classement général \| \| Coureuse \| Coureuse \| Pays \| Équipe \| Temps \| \| ------------------ \| ------------------ \| ------------------ \| -------------------------------- \| ------------------ \| \| 1re \| Nicole Cooke \| Royaume-Uni \| Raleigh Lifeforce Creation HB \| 3 h 11 min 00 s \| \| 2e \| Zulfiya Zabirova \| Kazakhstan \| Bigla \| + 2 s \| \| 3e \| Marianne Vos \| Pays-Bas \| DSB Bank \| + 5 s \| \| 4e \| Trixi Worrack \| Allemagne \| Equipe Nürnberger Versicherung \| + 7 s \| \| 5e \| Karin Thürig \| Suisse \| Raleigh Lifeforce Creation HB \| + 7 s \| \| 6e \| Susanne Ljungskog \| Suède \| Flexpoint \| + 9 s \| \| 7e \| Monia Baccaille \| Italie \| Saccarelli EMU Marsciano \| + 28 s \| \| 8e \| Marta Bastianelli \| Italie \| Safi-Pasta Zara Manhattan \| + 28 s \| \| 9e \| Sofie Goor \| Belgique \| Vlaanderen-Capri Sonne-T Interim \| + 28 s \| \| 10e \| Lorian Graham \| Australie \| Australie \| + 28 s \| |                   |             |                                  |                 |
| |                   |             |                                  |                 |
| |                   |             |                                  |                 |
| Classement général |                   |             |                                  |                 |
| Coureuse | Coureuse          | Pays        | Équipe                           | Temps           |
| 1re | Nicole Cooke      | Royaume-Uni | Raleigh Lifeforce Creation HB    | 3 h 11 min 00 s |
| 2e | Zulfiya Zabirova  | Kazakhstan  | Bigla                            | + 2 s           |
| 3e | Marianne Vos      | Pays-Bas    | DSB Bank                         | + 5 s           |
| 4e | Trixi Worrack     | Allemagne   | Equipe Nürnberger Versicherung   | + 7 s           |
| 5e | Karin Thürig      | Suisse      | Raleigh Lifeforce Creation HB    | + 7 s           |
| 6e | Susanne Ljungskog | Suède       | Flexpoint                        | + 9 s           |
| 7e | Monia Baccaille   | Italie      | Saccarelli EMU Marsciano         | + 28 s          |
| 8e | Marta Bastianelli | Italie      | Safi-Pasta Zara Manhattan        | + 28 s          |
| 9e | Sofie Goor        | Belgique    | Vlaanderen-Capri Sonne-T Interim | + 28 s          |
| 10e | Lorian Graham     | Australie   | Australie                        | + 28 s          |

## Liste des participantes
| Légende | Légende                                                                    | Légende | Légende                                                    |
| ------- | -------------------------------------------------------------------------- | ------- | ---------------------------------------------------------- |
| Num     | Dossard de départ porté par le coureur sur ce Tour des Flandres            | Pos     | Position à l'arrivée de la course                          |
|         | Indique un maillot de champion national ou mondial, suivi de sa spécialité | NP      | Indique un coureur qui n'a pas pris le départ de la course |
| AB      | Indique un coureur qui n'a pas terminé la course                           | HD      | Indique un coureur qui a terminé la course hors des délais |

| Flexpoint FLX | Flexpoint FLX                   | Flexpoint FLX |
| ------------- | ------------------------------- | ------------- |
| Num           | Coureuse                        | Pos           |
| 1             | Susanne Ljungskog (SWE) (route) | 6e            |
| 2             | Annette Beutler (SUI) (route)   | 14e           |
| 3             | Loes Gunnewijk (NED)            | 26e           |
| 4             | Amber Neben (USA)               | 19e           |
| 5             | Mie Bekker Lacota (DEN)         | 79e           |
| 6             | Iris Slappendel (NED)           | 78e           |

| Raleigh Lifeforce Creation HB RLT | Raleigh Lifeforce Creation HB RLT | Raleigh Lifeforce Creation HB RLT |
| --------------------------------- | --------------------------------- | --------------------------------- |
| Num                               | Coureuse                          | Pos                               |
| 11                                | Nicole Cooke (GBR) (route)        | 1re                               |
| 12                                | Priska Doppmann (SUI)             | 15e                               |
| 13                                | Sarah Düster (GER)                | 31e                               |
| 14                                | Joanne Kiesanowski (NZL)          | 23e                               |
| 15                                | Christiane Soeder (AUT) (route)   | AB                                |
| 16                                | Karin Thürig (SUI)                | 5e                                |
| 17                                | Emma Rickards (AUS)               | 16e                               |

| T-Mobile TMP | T-Mobile TMP                  | T-Mobile TMP |
| ------------ | ----------------------------- | ------------ |
| Num          | Coureuse                      | Pos          |
| 21           | Judith Arndt (GER)            | 35e          |
| 22           | Linda Villumsen (DEN) (route) | AB           |
| 23           | Chantal Beltman (NED)         | 32e          |
| 24           | Suzanne de Goede (NED)        | 28e          |
| 25           | Ina-Yoko Teutenberg (GER)     | AB           |
| 26           | Oenone Wood (AUS)             | 52e          |

| Equipe Nürnberger Versicherung NUR | Equipe Nürnberger Versicherung NUR | Equipe Nürnberger Versicherung NUR |
| ---------------------------------- | ---------------------------------- | ---------------------------------- |
| Num                                | Coureuse                           | Pos                                |
| 31                                 | Andrea Graus (AUT)                 | 12e                                |
| 32                                 | Claudia Häusler (GER) (route)      | AB                                 |
| 33                                 | Eva Lutz (GER)                     | 24e                                |
| 34                                 | Edita Pučinskaitė (LTU)            | AB                                 |
| 35                                 | Regina Schleicher (GER)            | HD                                 |
| 36                                 | Trixi Worrack (GER)                | 4e                                 |
| 37                                 | Charlotte Becker (GER)             | 60e                                |

| Bigla BCT | Bigla BCT                  | Bigla BCT |
| --------- | -------------------------- | --------- |
| Num       | Coureuse                   | Pos       |
| 41        | Veronica Andrèasson (SWE)  | 76e       |
| 42        | Nicole Brändli (SUI)       | 30e       |
| 43        | Noemi Cantele (ITA)        | 34e       |
| 44        | Tanja Schmidt-Hennes (GER) | 74e       |
| 45        | Andrea Thürig (SUI)        | 47e       |
| 46        | Zulfiya Zabirova (KAZ)     | 2e        |

| Fenixs-HPB FEN | Fenixs-HPB FEN                 | Fenixs-HPB FEN |
| -------------- | ------------------------------ | -------------- |
| Num            | Coureuse                       | Pos            |
| 51             | Svetlana Boubnenkova (RUS)     | 18e            |
| 52             | Olga Sljussarewa (RUS) (route) | AB             |
| 53             | Natalja Bojarskaja (RUS)       | AB             |
| 54             | Stefanie Gronow (GER)          | AB             |
| 55             | Liane Bahler (GER)             | AB             |
| 56             | Laura Morfin (MEX)             | AB             |

| DSB Bank DSB | DSB Bank DSB               | DSB Bank DSB |
| ------------ | -------------------------- | ------------ |
| Num          | Coureuse                   | Pos          |
| 61           | Andrea Bosman (NED)        | 48e          |
| 62           | Linda van Rijen (NED)      | AB           |
| 63           | Ludivine Henrion (BEL)     | 41e          |
| 64           | Marianne Vos (NED) (route) | 3e           |
| 65           | Sharon van Essen (NED)     | 81e          |
| 66           | Adrie Visser (NED)         | 36e          |

| Menikini-Selle Italia-Gysko MSG | Menikini-Selle Italia-Gysko MSG | Menikini-Selle Italia-Gysko MSG |
| ------------------------------- | ------------------------------- | ------------------------------- |
| Num                             | Coureuse                        | Pos                             |
| 71                              | Fabiana Luperini (ITA) (route)  | 33e                             |
| 72                              | Sigrid Corneo (ITA)             | 62e                             |
| 73                              | Olivia Gollan (AUS)             | 53e                             |
| 74                              | Miho Oki (JPN) (route)          | AB                              |
| 75                              | Élodie Touffet (FRA)            | AB                              |
| 76                              | Karin Aune (SWE)                | AB                              |

| Safi-Pasta Zara Manhattan SAF | Safi-Pasta Zara Manhattan SAF | Safi-Pasta Zara Manhattan SAF |
| ----------------------------- | ----------------------------- | ----------------------------- |
| Num                           | Coureuse                      | Pos                           |
| 81                            | Marta Bastianelli (ITA)       | 8e                            |
| 82                            | Giorgia Bronzini (ITA)        | AB                            |
| 83                            | Gunn-Rita Dahle Flesjå (NOR)  | 13e                           |
| 84                            | Daniela Fusar Poli (ITA)      | 57e                           |
| 85                            | Luisa Tamanini (ITA)          | AB                            |
| 86                            | Diana Žiliūtė (LTU) (route)   | AB                            |
| 87                            | Alessandra Borchi (ITA)       | 77e                           |

| AA Drink-Cycling Team AAD | AA Drink-Cycling Team AAD | AA Drink-Cycling Team AAD |
| ------------------------- | ------------------------- | ------------------------- |
| Num                       | Coureuse                  | Pos                       |
| 91                        | An Van Rie (BEL)          | 22e                       |
| 92                        | Tatiana Guderzo (ITA)     | 63e                       |
| 93                        | Karen Steurs (BEL)        | 46e                       |
| 94                        | Inge van den Broeck (BEL) | AB                        |
| 95                        | Irene van den Broek (NED) | 49e                       |
| 96                        | Kirsten Wild (NED)        | 51e                       |

| Team Getränke-Hoffmann TGH | Team Getränke-Hoffmann TGH | Team Getränke-Hoffmann TGH |
| -------------------------- | -------------------------- | -------------------------- |
| Num                        | Coureuse                   | Pos                        |
| 101                        | Natalie Bates (AUS)        | AB                         |
| 102                        | Angela Hennig (GER)        | AB                         |
| 103                        | Birgit Hollmann (GER)      | 58e                        |
| 104                        | Sandra Missbach (GER)      | AB                         |
| 105                        | Theresa Senff (GER)        | AB                         |
| 106                        | Sabine Spitz (GER)         | 29e                        |
| 107                        | Stephanie Pohl (GER)       | 56e                        |

| CMAX Dila-Guerciotti-Cogeas DGC | CMAX Dila-Guerciotti-Cogeas DGC | CMAX Dila-Guerciotti-Cogeas DGC |
| ------------------------------- | ------------------------------- | ------------------------------- |
| Num                             | Coureuse                        | Pos                             |
| 111                             | Maja Adamsen (DEN)              | AB                              |
| 112                             | Mette Fischer Andreasen         | AB                              |
| 113                             | Emanuela Azzini (ITA)           | AB                              |
| 114                             | Evelyn García (route)           | AB                              |
| 115                             | Aimee Vasse (USA)               | AB                              |
| 116                             | Marta Vilajosana (ESP)          | 59e                             |

| Uniqa UNG | Uniqa UNG                    | Uniqa UNG |
| --------- | ---------------------------- | --------- |
| Num       | Coureuse                     | Pos       |
| 121       | Lada Kozlíková (CZE) (route) | AB        |
| 122       | Daniela Pintarelli (AUT)     | 70e       |
| 123       | Edwige Pitel (FRA)           | 64e       |
| 124       | Monika Schachl (AUT)         | 65e       |
| 125       | Bernadette Schober (AUT)     | AB        |
| 126       | Veronika Sprügl (AUT)        | AB        |

| Saccarelli EMU Marsciano SEM | Saccarelli EMU Marsciano SEM | Saccarelli EMU Marsciano SEM |
| ---------------------------- | ---------------------------- | ---------------------------- |
| Num                          | Coureuse                     | Pos                          |
| 131                          | Monia Baccaille (ITA)        | 7e                           |
| 132                          | Leda Cox (GBR)               | AB                           |
| 133                          | Giovanna Troldi (ITA)        | AB                           |
| 134                          | Alessandra D'Ettorre (ITA)   | 45e                          |
| 135                          | Alessia Quarta (ITA)         | 80e                          |
| 136                          | Alice Marmorini (ITA)        | AB                           |

| Lotto-Belisol Ladiesteam LBL | Lotto-Belisol Ladiesteam LBL | Lotto-Belisol Ladiesteam LBL |
| ---------------------------- | ---------------------------- | ---------------------------- |
| Num                          | Coureuse                     | Pos                          |
| 141                          | Martine Bras (NED)           | 42e                          |
| 142                          | Sara Carrigan (AUS)          | AB                           |
| 143                          | Liesbet De Vocht (BEL)       | 82e                          |
| 144                          | Catherine Delfosse (BEL)     | 44e                          |
| 145                          | Corine Hierckens (BEL)       | AB                           |
| 146                          | Grace Verbeke (BEL)          | 17e                          |
| 147                          | Lieselot Decroix (BEL)       | 69e                          |

| SC Michela Fanini Record Rox MIC | SC Michela Fanini Record Rox MIC | SC Michela Fanini Record Rox MIC |
| -------------------------------- | -------------------------------- | -------------------------------- |
| Num                              | Coureuse                         | Pos                              |
| 151                              | Rebecca Bertolo (ITA)            | AB                               |
| 152                              | Annalisa Cucinotta (ITA)         | AB                               |
| 153                              | Rosane Kirch (BRA)               | AB                               |
| 154                              | Sara Mustonen (SWE)              | AB                               |
| 155                              | Grete Treier (EST)               | 37e                              |
| 156                              | Daiva Tušlaitė (LTU)             | AB                               |

| Vienne Futuroscope FUT | Vienne Futuroscope FUT | Vienne Futuroscope FUT |
| ---------------------- | ---------------------- | ---------------------- |
| Num                    | Coureuse               | Pos                    |
| 161                    | Sonia Bazire (FRA)     | AB                     |
| 162                    | Julie Dhéruelle (FRA)  | AB                     |
| 163                    | Marina Jaunâtre (FRA)  | 20e                    |
| 164                    | Émilie Jeannot (FRA)   | AB                     |
| 165                    | Nathalie Jeuland (FRA) | AB                     |
| 166                    | Pascale Jeuland (FRA)  | AB                     |

| Vlaanderen-Capri Sonne-T Interim VLL | Vlaanderen-Capri Sonne-T Interim VLL | Vlaanderen-Capri Sonne-T Interim VLL |
| ------------------------------------ | ------------------------------------ | ------------------------------------ |
| Num                                  | Coureuse                             | Pos                                  |
| 171                                  | Sharon Vandromme (BEL)               | AB                                   |
| 172                                  | Evy Van Damme (BEL)                  | 39e                                  |
| 173                                  | Laure Werner (BEL)                   | 71e                                  |
| 174                                  | Emma Davies (GBR)                    | AB                                   |
| 175                                  | Cindy Pieters (BEL)                  | AB                                   |
| 176                                  | Sofie Goor (BEL)                     | 9e                                   |
| 177                                  | Loes Sels (BEL)                      | 21e                                  |
| 178                                  | Emma Johansson (SWE)                 | 55e                                  |

| Therme Skin Care TSC | Therme Skin Care TSC     | Therme Skin Care TSC |
| -------------------- | ------------------------ | -------------------- |
| Num                  | Coureuse                 | Pos                  |
| 181                  | Bertine Spijkerman (NED) | AB                   |
| 182                  | Kristy Miggels (NED)     | AB                   |
| 183                  | Elisabeth Braam (NED)    | 61e                  |
| 184                  | Marije Profijt (NED)     | AB                   |
| 185                  | Rixt Meijer (NED)        | AB                   |
| 186                  | Jennie Stenerhag (SWE)   | AB                   |

| Global Racing Team GRT | Global Racing Team GRT         | Global Racing Team GRT |
| ---------------------- | ------------------------------ | ---------------------- |
| Num                    | Coureuse                       | Pos                    |
| 191                    | Helen Wyman (GBR)              | 68e                    |
| 192                    | Debby van den Berg (NED)       | 73e                    |
| 193                    | Linn Torp (NOR) (route)        | AB                     |
| 194                    | Joanna Rowsell-Shand (GBR)     | AB                     |
| 195                    | Linda Poelstra-Ringlever (NED) | AB                     |
| 196                    | Nikki Brammeier (GBR)          | AB                     |

| Pays-Bas NED | Pays-Bas NED          | Pays-Bas NED |
| ------------ | --------------------- | ------------ |
| Num          | Coureuse              | Pos          |
| 201          | Ellen van Dijk        | 40e          |
| 202          | Yvonne Leezer         | AB           |
| 203          | Moniek Rotmensen      | AB           |
| 204          | Sissy van Alebeek     | 54e          |
| 205          | Arenda Grimberg       | 72e          |
| 206          | Elsbeth van Rooy-Vink | 25e          |

| Suisse SUI | Suisse SUI           | Suisse SUI |
| ---------- | -------------------- | ---------- |
| Num        | Coureuse             | Pos        |
| 211        | Sabrina Emmasi       | AB         |
| 212        | Franziska Röthlin    | AB         |
| 213        | Karin Steiner        | AB         |
| 214        | Dolores Mächler-Rupp | 75e        |
| 215        | Maroussia Rusca      | AB         |
| 216        | Iris Zwahlen         | AB         |

| Italie ITA | Italie ITA       | Italie ITA |
| ---------- | ---------------- | ---------- |
| Num        | Coureuse         | Pos        |
| 221        | Silvia Parietti  | 43e        |
| 222        | Sara Biondi      | AB         |
| 223        | Giulia Lazzerini | AB         |
| 224        | Alice Donadoni   | AB         |
| 225        | Martina Scoppa   | AB         |
| 226        | Lorena Foresi    | AB         |

| États-Unis USA | États-Unis USA            | États-Unis USA |
| -------------- | ------------------------- | -------------- |
| Num            | Coureuse                  | Pos            |
| 231            | Lauren Franges            | AB             |
| 232            | Kori Seehafer             | AB             |
| 233            | Alison Powers             | 50e            |
| 234            | Alisha Lion               | AB             |
| 235            | Rebecca Larson            | AB             |
| 236            | Brooke Miller             | 66e            |
| 237            | Kristin Armstrong (route) | 27e            |

| Allemagne GER | Allemagne GER       | Allemagne GER |
| ------------- | ------------------- | ------------- |
| Num           | Coureuse            | Pos           |
| 241           | Fabienne Sandig     | AB            |
| 242           | Marlen Jöhrend      | AB            |
| 243           | Nina Köhn           | AB            |
| 244           | Corinna Thumm       | AB            |
| 245           | Sabine Fischer      | HD            |
| 246           | Denise Zuckermandel | AB            |

| Australie AUS | Australie AUS     | Australie AUS |
| ------------- | ----------------- | ------------- |
| Num           | Coureuse          | Pos           |
| 251           | Nikki Butterfield | 11e           |
| 252           | Lorian Graham     | 10e           |
| 253           | Jocelyn Loane     | 38e           |
| 254           | Jenny MacPherson  | AB            |
| 255           | Amanda Spratt     | AB            |
| 256           | Candice Sullivan  | AB            |

| Lituanie LTU | Lituanie LTU        | Lituanie LTU |
| ------------ | ------------------- | ------------ |
| Num          | Coureuse            | Pos          |
| 261          | Daiva Tušlaitė      | AB           |
| 262          | Urtė Juodvalkytė    | AB           |
| 263          | Edita Ungurytė      | AB           |
| 264          | Rasa Leleivytė      | 67e          |
| 265          | Edita Janeliūnaitė  | AB           |
| 266          | Agnė Miliškevičiūtė | AB           |

| Belgique BEL | Belgique BEL          | Belgique BEL |
| ------------ | --------------------- | ------------ |
| Num          | Coureuse              | Pos          |
| 271          | Mieke de Clercq       | AB           |
| 272          | Lensy Debboudt        | AB           |
| 273          | Kimberly Buyl         | AB           |
| 274          | Sjoukje Dufoer        | AB           |
| 275          | Sofie Verdonck        | AB           |
| 276          | Goedele Van Den Steen | AB           |

| Flexpoint FLX | Flexpoint FLX                   | Flexpoint FLX |
| ------------- | ------------------------------- | ------------- |
| Num           | Coureuse                        | Pos           |
| 1             | Susanne Ljungskog (SWE) (route) | 6e            |
| 2             | Annette Beutler (SUI) (route)   | 14e           |
| 3             | Loes Gunnewijk (NED)            | 26e           |
| 4             | Amber Neben (USA)               | 19e           |
| 5             | Mie Bekker Lacota (DEN)         | 79e           |
| 6             | Iris Slappendel (NED)           | 78e           |

| Raleigh Lifeforce Creation HB RLT | Raleigh Lifeforce Creation HB RLT | Raleigh Lifeforce Creation HB RLT |
| --------------------------------- | --------------------------------- | --------------------------------- |
| Num                               | Coureuse                          | Pos                               |
| 11                                | Nicole Cooke (GBR) (route)        | 1re                               |
| 12                                | Priska Doppmann (SUI)             | 15e                               |
| 13                                | Sarah Düster (GER)                | 31e                               |
| 14                                | Joanne Kiesanowski (NZL)          | 23e                               |
| 15                                | Christiane Soeder (AUT) (route)   | AB                                |
| 16                                | Karin Thürig (SUI)                | 5e                                |
| 17                                | Emma Rickards (AUS)               | 16e                               |

| T-Mobile TMP | T-Mobile TMP                  | T-Mobile TMP |
| ------------ | ----------------------------- | ------------ |
| Num          | Coureuse                      | Pos          |
| 21           | Judith Arndt (GER)            | 35e          |
| 22           | Linda Villumsen (DEN) (route) | AB           |
| 23           | Chantal Beltman (NED)         | 32e          |
| 24           | Suzanne de Goede (NED)        | 28e          |
| 25           | Ina-Yoko Teutenberg (GER)     | AB           |
| 26           | Oenone Wood (AUS)             | 52e          |

| Equipe Nürnberger Versicherung NUR | Equipe Nürnberger Versicherung NUR | Equipe Nürnberger Versicherung NUR |
| ---------------------------------- | ---------------------------------- | ---------------------------------- |
| Num                                | Coureuse                           | Pos                                |
| 31                                 | Andrea Graus (AUT)                 | 12e                                |
| 32                                 | Claudia Häusler (GER) (route)      | AB                                 |
| 33                                 | Eva Lutz (GER)                     | 24e                                |
| 34                                 | Edita Pučinskaitė (LTU)            | AB                                 |
| 35                                 | Regina Schleicher (GER)            | HD                                 |
| 36                                 | Trixi Worrack (GER)                | 4e                                 |
| 37                                 | Charlotte Becker (GER)             | 60e                                |

| Bigla BCT | Bigla BCT                  | Bigla BCT |
| --------- | -------------------------- | --------- |
| Num       | Coureuse                   | Pos       |
| 41        | Veronica Andrèasson (SWE)  | 76e       |
| 42        | Nicole Brändli (SUI)       | 30e       |
| 43        | Noemi Cantele (ITA)        | 34e       |
| 44        | Tanja Schmidt-Hennes (GER) | 74e       |
| 45        | Andrea Thürig (SUI)        | 47e       |
| 46        | Zulfiya Zabirova (KAZ)     | 2e        |

| Fenixs-HPB FEN | Fenixs-HPB FEN                 | Fenixs-HPB FEN |
| -------------- | ------------------------------ | -------------- |
| Num            | Coureuse                       | Pos            |
| 51             | Svetlana Boubnenkova (RUS)     | 18e            |
| 52             | Olga Sljussarewa (RUS) (route) | AB             |
| 53             | Natalja Bojarskaja (RUS)       | AB             |
| 54             | Stefanie Gronow (GER)          | AB             |
| 55             | Liane Bahler (GER)             | AB             |
| 56             | Laura Morfin (MEX)             | AB             |

| DSB Bank DSB | DSB Bank DSB               | DSB Bank DSB |
| ------------ | -------------------------- | ------------ |
| Num          | Coureuse                   | Pos          |
| 61           | Andrea Bosman (NED)        | 48e          |
| 62           | Linda van Rijen (NED)      | AB           |
| 63           | Ludivine Henrion (BEL)     | 41e          |
| 64           | Marianne Vos (NED) (route) | 3e           |
| 65           | Sharon van Essen (NED)     | 81e          |
| 66           | Adrie Visser (NED)         | 36e          |

| Menikini-Selle Italia-Gysko MSG | Menikini-Selle Italia-Gysko MSG | Menikini-Selle Italia-Gysko MSG |
| ------------------------------- | ------------------------------- | ------------------------------- |
| Num                             | Coureuse                        | Pos                             |
| 71                              | Fabiana Luperini (ITA) (route)  | 33e                             |
| 72                              | Sigrid Corneo (ITA)             | 62e                             |
| 73                              | Olivia Gollan (AUS)             | 53e                             |
| 74                              | Miho Oki (JPN) (route)          | AB                              |
| 75                              | Élodie Touffet (FRA)            | AB                              |
| 76                              | Karin Aune (SWE)                | AB                              |

| Safi-Pasta Zara Manhattan SAF | Safi-Pasta Zara Manhattan SAF | Safi-Pasta Zara Manhattan SAF |
| ----------------------------- | ----------------------------- | ----------------------------- |
| Num                           | Coureuse                      | Pos                           |
| 81                            | Marta Bastianelli (ITA)       | 8e                            |
| 82                            | Giorgia Bronzini (ITA)        | AB                            |
| 83                            | Gunn-Rita Dahle Flesjå (NOR)  | 13e                           |
| 84                            | Daniela Fusar Poli (ITA)      | 57e                           |
| 85                            | Luisa Tamanini (ITA)          | AB                            |
| 86                            | Diana Žiliūtė (LTU) (route)   | AB                            |
| 87                            | Alessandra Borchi (ITA)       | 77e                           |

| AA Drink-Cycling Team AAD | AA Drink-Cycling Team AAD | AA Drink-Cycling Team AAD |
| ------------------------- | ------------------------- | ------------------------- |
| Num                       | Coureuse                  | Pos                       |
| 91                        | An Van Rie (BEL)          | 22e                       |
| 92                        | Tatiana Guderzo (ITA)     | 63e                       |
| 93                        | Karen Steurs (BEL)        | 46e                       |
| 94                        | Inge van den Broeck (BEL) | AB                        |
| 95                        | Irene van den Broek (NED) | 49e                       |
| 96                        | Kirsten Wild (NED)        | 51e                       |

| Team Getränke-Hoffmann TGH | Team Getränke-Hoffmann TGH | Team Getränke-Hoffmann TGH |
| -------------------------- | -------------------------- | -------------------------- |
| Num                        | Coureuse                   | Pos                        |
| 101                        | Natalie Bates (AUS)        | AB                         |
| 102                        | Angela Hennig (GER)        | AB                         |
| 103                        | Birgit Hollmann (GER)      | 58e                        |
| 104                        | Sandra Missbach (GER)      | AB                         |
| 105                        | Theresa Senff (GER)        | AB                         |
| 106                        | Sabine Spitz (GER)         | 29e                        |
| 107                        | Stephanie Pohl (GER)       | 56e                        |

| CMAX Dila-Guerciotti-Cogeas DGC | CMAX Dila-Guerciotti-Cogeas DGC | CMAX Dila-Guerciotti-Cogeas DGC |
| ------------------------------- | ------------------------------- | ------------------------------- |
| Num                             | Coureuse                        | Pos                             |
| 111                             | Maja Adamsen (DEN)              | AB                              |
| 112                             | Mette Fischer Andreasen         | AB                              |
| 113                             | Emanuela Azzini (ITA)           | AB                              |
| 114                             | Evelyn García (route)           | AB                              |
| 115                             | Aimee Vasse (USA)               | AB                              |
| 116                             | Marta Vilajosana (ESP)          | 59e                             |

| Uniqa UNG | Uniqa UNG                    | Uniqa UNG |
| --------- | ---------------------------- | --------- |
| Num       | Coureuse                     | Pos       |
| 121       | Lada Kozlíková (CZE) (route) | AB        |
| 122       | Daniela Pintarelli (AUT)     | 70e       |
| 123       | Edwige Pitel (FRA)           | 64e       |
| 124       | Monika Schachl (AUT)         | 65e       |
| 125       | Bernadette Schober (AUT)     | AB        |
| 126       | Veronika Sprügl (AUT)        | AB        |

| Saccarelli EMU Marsciano SEM | Saccarelli EMU Marsciano SEM | Saccarelli EMU Marsciano SEM |
| ---------------------------- | ---------------------------- | ---------------------------- |
| Num                          | Coureuse                     | Pos                          |
| 131                          | Monia Baccaille (ITA)        | 7e                           |
| 132                          | Leda Cox (GBR)               | AB                           |
| 133                          | Giovanna Troldi (ITA)        | AB                           |
| 134                          | Alessandra D'Ettorre (ITA)   | 45e                          |
| 135                          | Alessia Quarta (ITA)         | 80e                          |
| 136                          | Alice Marmorini (ITA)        | AB                           |

| Lotto-Belisol Ladiesteam LBL | Lotto-Belisol Ladiesteam LBL | Lotto-Belisol Ladiesteam LBL |
| ---------------------------- | ---------------------------- | ---------------------------- |
| Num                          | Coureuse                     | Pos                          |
| 141                          | Martine Bras (NED)           | 42e                          |
| 142                          | Sara Carrigan (AUS)          | AB                           |
| 143                          | Liesbet De Vocht (BEL)       | 82e                          |
| 144                          | Catherine Delfosse (BEL)     | 44e                          |
| 145                          | Corine Hierckens (BEL)       | AB                           |
| 146                          | Grace Verbeke (BEL)          | 17e                          |
| 147                          | Lieselot Decroix (BEL)       | 69e                          |

| SC Michela Fanini Record Rox MIC | SC Michela Fanini Record Rox MIC | SC Michela Fanini Record Rox MIC |
| -------------------------------- | -------------------------------- | -------------------------------- |
| Num                              | Coureuse                         | Pos                              |
| 151                              | Rebecca Bertolo (ITA)            | AB                               |
| 152                              | Annalisa Cucinotta (ITA)         | AB                               |
| 153                              | Rosane Kirch (BRA)               | AB                               |
| 154                              | Sara Mustonen (SWE)              | AB                               |
| 155                              | Grete Treier (EST)               | 37e                              |
| 156                              | Daiva Tušlaitė (LTU)             | AB                               |

| Vienne Futuroscope FUT | Vienne Futuroscope FUT | Vienne Futuroscope FUT |
| ---------------------- | ---------------------- | ---------------------- |
| Num                    | Coureuse               | Pos                    |
| 161                    | Sonia Bazire (FRA)     | AB                     |
| 162                    | Julie Dhéruelle (FRA)  | AB                     |
| 163                    | Marina Jaunâtre (FRA)  | 20e                    |
| 164                    | Émilie Jeannot (FRA)   | AB                     |
| 165                    | Nathalie Jeuland (FRA) | AB                     |
| 166                    | Pascale Jeuland (FRA)  | AB                     |

| Vlaanderen-Capri Sonne-T Interim VLL | Vlaanderen-Capri Sonne-T Interim VLL | Vlaanderen-Capri Sonne-T Interim VLL |
| ------------------------------------ | ------------------------------------ | ------------------------------------ |
| Num                                  | Coureuse                             | Pos                                  |
| 171                                  | Sharon Vandromme (BEL)               | AB                                   |
| 172                                  | Evy Van Damme (BEL)                  | 39e                                  |
| 173                                  | Laure Werner (BEL)                   | 71e                                  |
| 174                                  | Emma Davies (GBR)                    | AB                                   |
| 175                                  | Cindy Pieters (BEL)                  | AB                                   |
| 176                                  | Sofie Goor (BEL)                     | 9e                                   |
| 177                                  | Loes Sels (BEL)                      | 21e                                  |
| 178                                  | Emma Johansson (SWE)                 | 55e                                  |

| Therme Skin Care TSC | Therme Skin Care TSC     | Therme Skin Care TSC |
| -------------------- | ------------------------ | -------------------- |
| Num                  | Coureuse                 | Pos                  |
| 181                  | Bertine Spijkerman (NED) | AB                   |
| 182                  | Kristy Miggels (NED)     | AB                   |
| 183                  | Elisabeth Braam (NED)    | 61e                  |
| 184                  | Marije Profijt (NED)     | AB                   |
| 185                  | Rixt Meijer (NED)        | AB                   |
| 186                  | Jennie Stenerhag (SWE)   | AB                   |

| Global Racing Team GRT | Global Racing Team GRT         | Global Racing Team GRT |
| ---------------------- | ------------------------------ | ---------------------- |
| Num                    | Coureuse                       | Pos                    |
| 191                    | Helen Wyman (GBR)              | 68e                    |
| 192                    | Debby van den Berg (NED)       | 73e                    |
| 193                    | Linn Torp (NOR) (route)        | AB                     |
| 194                    | Joanna Rowsell-Shand (GBR)     | AB                     |
| 195                    | Linda Poelstra-Ringlever (NED) | AB                     |
| 196                    | Nikki Brammeier (GBR)          | AB                     |

| Pays-Bas NED | Pays-Bas NED          | Pays-Bas NED |
| ------------ | --------------------- | ------------ |
| Num          | Coureuse              | Pos          |
| 201          | Ellen van Dijk        | 40e          |
| 202          | Yvonne Leezer         | AB           |
| 203          | Moniek Rotmensen      | AB           |
| 204          | Sissy van Alebeek     | 54e          |
| 205          | Arenda Grimberg       | 72e          |
| 206          | Elsbeth van Rooy-Vink | 25e          |

| Suisse SUI | Suisse SUI           | Suisse SUI |
| ---------- | -------------------- | ---------- |
| Num        | Coureuse             | Pos        |
| 211        | Sabrina Emmasi       | AB         |
| 212        | Franziska Röthlin    | AB         |
| 213        | Karin Steiner        | AB         |
| 214        | Dolores Mächler-Rupp | 75e        |
| 215        | Maroussia Rusca      | AB         |
| 216        | Iris Zwahlen         | AB         |

| Italie ITA | Italie ITA       | Italie ITA |
| ---------- | ---------------- | ---------- |
| Num        | Coureuse         | Pos        |
| 221        | Silvia Parietti  | 43e        |
| 222        | Sara Biondi      | AB         |
| 223        | Giulia Lazzerini | AB         |
| 224        | Alice Donadoni   | AB         |
| 225        | Martina Scoppa   | AB         |
| 226        | Lorena Foresi    | AB         |

| États-Unis USA | États-Unis USA            | États-Unis USA |
| -------------- | ------------------------- | -------------- |
| Num            | Coureuse                  | Pos            |
| 231            | Lauren Franges            | AB             |
| 232            | Kori Seehafer             | AB             |
| 233            | Alison Powers             | 50e            |
| 234            | Alisha Lion               | AB             |
| 235            | Rebecca Larson            | AB             |
| 236            | Brooke Miller             | 66e            |
| 237            | Kristin Armstrong (route) | 27e            |

| Allemagne GER | Allemagne GER       | Allemagne GER |
| ------------- | ------------------- | ------------- |
| Num           | Coureuse            | Pos           |
| 241           | Fabienne Sandig     | AB            |
| 242           | Marlen Jöhrend      | AB            |
| 243           | Nina Köhn           | AB            |
| 244           | Corinna Thumm       | AB            |
| 245           | Sabine Fischer      | HD            |
| 246           | Denise Zuckermandel | AB            |

| Australie AUS | Australie AUS     | Australie AUS |
| ------------- | ----------------- | ------------- |
| Num           | Coureuse          | Pos           |
| 251           | Nikki Butterfield | 11e           |
| 252           | Lorian Graham     | 10e           |
| 253           | Jocelyn Loane     | 38e           |
| 254           | Jenny MacPherson  | AB            |
| 255           | Amanda Spratt     | AB            |
| 256           | Candice Sullivan  | AB            |

| Lituanie LTU | Lituanie LTU        | Lituanie LTU |
| ------------ | ------------------- | ------------ |
| Num          | Coureuse            | Pos          |
| 261          | Daiva Tušlaitė      | AB           |
| 262          | Urtė Juodvalkytė    | AB           |
| 263          | Edita Ungurytė      | AB           |
| 264          | Rasa Leleivytė      | 67e          |
| 265          | Edita Janeliūnaitė  | AB           |
| 266          | Agnė Miliškevičiūtė | AB           |

| Belgique BEL | Belgique BEL          | Belgique BEL |
| ------------ | --------------------- | ------------ |
| Num          | Coureuse              | Pos          |
| 271          | Mieke de Clercq       | AB           |
| 272          | Lensy Debboudt        | AB           |
| 273          | Kimberly Buyl         | AB           |
| 274          | Sjoukje Dufoer        | AB           |
| 275          | Sofie Verdonck        | AB           |
| 276          | Goedele Van Den Steen | AB           |

Source. Il n'y a pas de garantie que les coureuses notées comme ayant abandonné, aient réellement pris le départ.